# Józef Kustroń

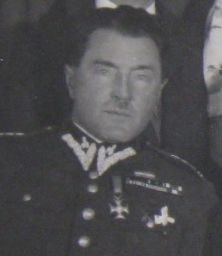
Józef Kustroń

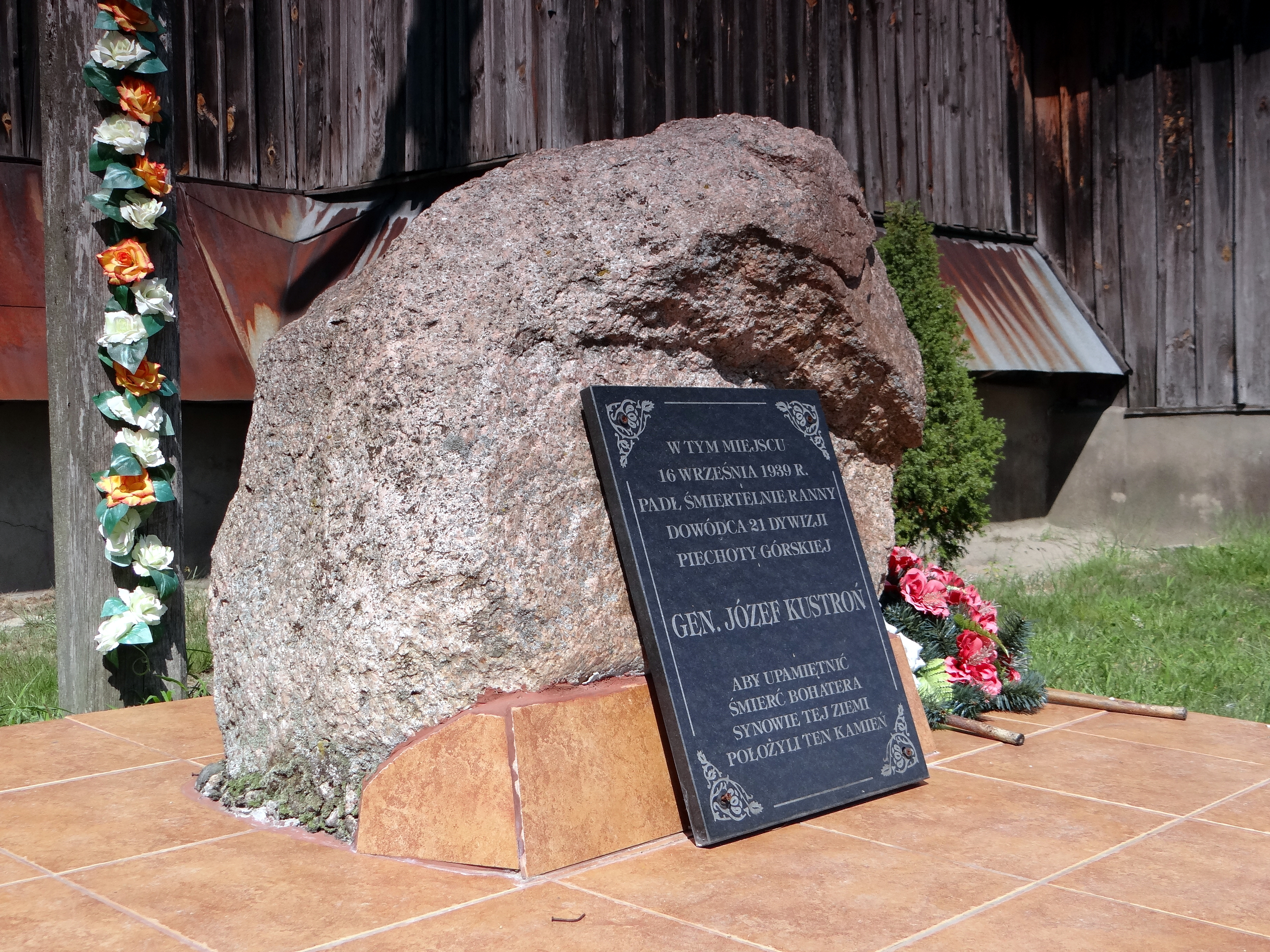
Obelisk upamiętniający śmierć generała w Ułazowie

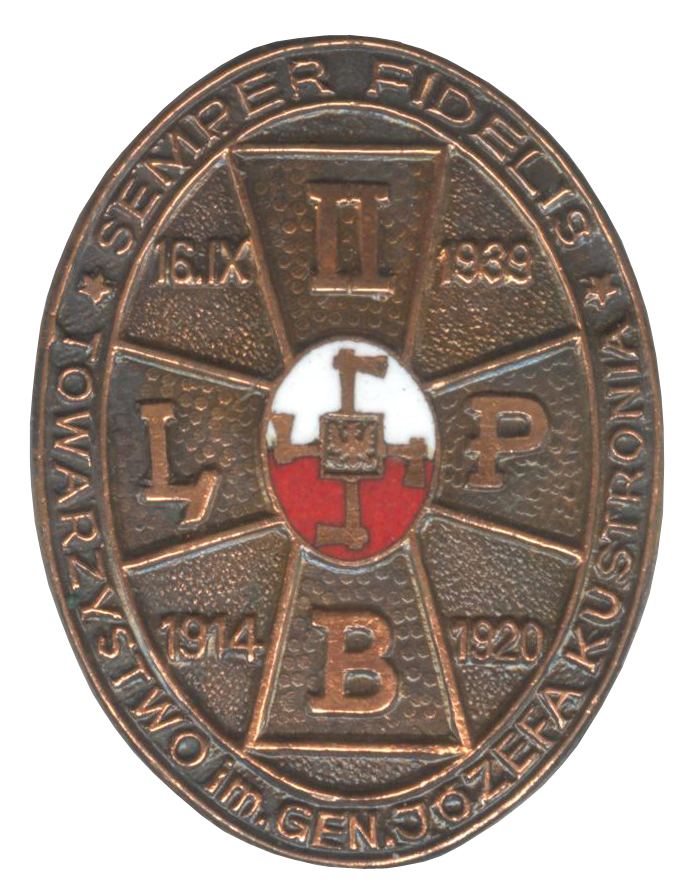
Odznaka Towarzystwa im. gen. J. Kustronia

Józef Rudolf Kustroń (ur. 16 października 1892 w Stryju, zm. 16 września 1939 w Ułazowie) – polski wojskowy i działacz społeczno-narodowy, generał brygady Wojska Polskiego, członek Legionów Polskich, Polskiej Organizacji Wojskowej i Polskiego Związku Zachodniego, drugi po Roettigu generał poległy w II wojnie światowej, pierwszy służący w regularnej armii i polski. Uczestnik I wojny światowej i wojny polsko-bolszewickiej.

## Życiorys
Urodził się 16 października 1892 w rodzinie Andrzeja i Magdaleny z Fedoryków. Młodość spędził w Nowym Sączu, gdzie osiadła jego rodzina. Został absolwentem C.K. gimnazjum w Nowym Sączu, w którym należał do polskich nielegalnych organizacji niepodległościowych, w tym związku młodzieży Zet, sam także je organizował. W 1910 podjął studia prawnicze i filozoficzne na Uniwersytecie Jagiellońskim w Krakowie. W 1912 wstąpił do paramilitarnego polskiego Związku Strzeleckiego. Równolegle ze studiami na uniwersytecie, studiował również w Akademii Handlowej.
Po wybuchu I wojny światowej wstąpił do Legionów Polskich i został komendantem plutonu w IV batalionie 2 pułku piechoty, skierowanego na front przeciw Rosji. 29 października 1914 został ciężko ranny w bitwie pod Mołotkowem, za postawę w tej walce został odznaczony Orderem Virtuti Militari. Po leczeniu w szpitalu, powrócił na front. Objął tym razem dowództwo 2 kompanii w 4 pułku piechoty. Walczył z pułkiem m.in. pod Jastkowem na Lubelszczyźnie i na Wołyniu. Pod koniec 1916 został mianowany adiutantem 2 pp. W czasie służby w Legionach awansował kolejno na stopień: chorążego (29 września 1914), podporucznika (5 listopada 1914), porucznika (25 czerwca 1915) i kapitana (1 listopada 1916). Latem 1917, po kryzysie przysięgowym, został wcielony do c. i k. armii. Od 1917 działał w konspiracyjnej Polskiej Organizacji Wojskowej. Od 31 października 1918 uczestniczył w rozbrajaniu żołnierzy austriackich w Krakowie.
Po odzyskaniu przez Polskę niepodległości od listopada 1918 w odrodzonym Wojsku Polskim. Od stycznia 1919 pracował w Ministerstwie Spraw Wojskowych i na stanowiskach sztabowych. Podczas wojny polsko-bolszewickiej, od lipca 1920 kierował z ramienia Naczelnego Dowództwa w stopniu podpułkownika przewozami wojskowego transportu kolejowego i ewakuacją kolejową na zachód. 17 maja 1922 został odznaczony orderem wojskowym „Virtuti Militari" V klasy, za zasługi podczas wojny polsko-bolszewickiej.
3 maja 1922 został zweryfikowany w stopniu podpułkownika ze starszeństwem z dniem 1 czerwca 1919 i 130. lokatą w korpusie oficerów piechoty, a jego oddziałem macierzystym był wówczas 33 pułk piechoty. 10 lipca 1922 roku został zatwierdzony na stanowisku dowódcy pułku batalionu sztabowego 43 pułku piechoty w Dubnie. 18 listopada 1922 roku został przeniesiony do 42 pułku piechoty w Białymstoku na stanowisko zastępcy dowódcy pułku. 18 stycznia 1925 został przeniesiony do 55 pułku piechoty w Lesznie na stanowisko dowódcy pułku. 3 maja 1926 został awansowany na pułkownika ze starszeństwem z dniem 1 lipca 1925 i 7. lokatą w korpusie oficerów piechoty. Podczas przewrotu majowego, Kustroń jako piłsudczyk nie dopuścił do wyruszenia swojego pułku na odsiecz siłom rządowym. 21 stycznia 1930 został mianowany dowódcą piechoty dywizyjnej 16 Pomorskiej Dywizji Piechoty w Grudziądzu. Od 10 listopada 1931 do 15 lipca 1932 był słuchaczem VI Kursu Centrum Wyższych Studiów Wojskowych w Warszawie. W październiku 1935 został mianowany dowódcą 21 Dywizji Piechoty Górskiej w Bielsku. Z dywizją wziął udział w zajęciu Zaolzia. Prezes Oddziału Biała Związku Legionistów Polskich w 1936 roku.
Na stopień generała brygady został awansowany ze starszeństwem z dniem 19 marca 1939 i 2. lokatą w korpusie generałów. W Bielsku, mieście o dużym procencie ludności niemieckiej, Kustroń zaangażował się aktywnie w działalność o polskim charakterze społeczno-politycznym, gospodarczym i narodowym. Był także prezesem oddziału Polskiego Związku Zachodniego. Jeszcze przed wybuchem wojny, oddziały polskie na tym terenie zmagały się z niemiecką dywersją.
Podczas kampanii wrześniowej gen. bryg. Józef Kustroń dowodził nadal 21 Dywizją Piechoty Górskiej, wchodzącą w skład Grupy Operacyjnej „Bielsko” i Armii „Kraków”. Od 1 września 1939 21 DPG uczestniczyła w ciężkich walkach odwrotowych, po których osłabiona przedarła się na południową Lubelszczyznę. 16 września Dywizja, usiłując przebić się, stoczyła zaciekłą walkę pod Oleszycami z przeważającymi siłami niemieckiej 45 Dywizji Piechoty. Około godz. 14 w lesie między Koziejówką a Ułazowem generał Kustroń został zabity, uczestnicząc w ataku podczas próby przebicia się. Został pochowany na polu bitwy. Zwłoki ekshumowano trzykrotnie. W 1953 jego grób przeniesiono do Nowego Sącza.
25 września 1965 w Zakopanem gen. bryg. Mieczysław Boruta-Spiechowicz sporządził wniosek na odznaczenie śp. gen. bryg. Józefa Kustronia Orderem Virtuti Militari III klasy, w konkluzji którego napisał: „emigracyjno-londyńska Kapituła Orderu Virtuti Militari przyznała (Dz. Pers. nr 3/47) generałowi Józefowi Kustroniowi za kampanię wrześniową order Virtuti Militari IV klasy. Odznaczenie to uważam za niewystarczające”. Wniosek został zatwierdzony przez MON w 1967.

## Życie prywatne
Żonaty od 1916 z Aleksandrą z Dagnanów, z którą miał troje dzieci: Stanisława (ur. 1918), Krystynę (ur. 1922) i Adama (ur. 1927).
W kwietniu 2016 roku w archiwum Instytutu Polskiego i Muzeum im. gen. Sikorskiego w Londynie został odnaleziony list wdowy po generale – Aleksandry, skierowany jesienią 1939 do gen. Stanisława Maczka, z prośbą o potwierdzenie faktu śmierci męża pod Ułazowem.

## Ordery i odznaczenia
- Krzyż Kawalerski Orderu Wojennego Virtuti Militari (pośmiertnie, w czasach gomułkowskich)[16] (MON 1967)[5]
- Krzyż Złoty Orderu Wojennego Virtuti Militari nr 122 (pośmiertnie, w czasach gen. Sikorskiego)[16], za udział w kampanii wrześniowej (Londyn 1947)[5]
- Krzyż Srebrny Orderu Wojskowego Virtuti Militari nr 6024 (17 maja 1922, za wojnę z bolszewikami)[16][17][1][6][18]
- Krzyż Niepodległości (6 czerwca 1931)[19][5]
- Krzyż Oficerski Orderu Odrodzenia Polski (10 listopada 1928)[17][5]
- Krzyż Walecznych (trzykrotnie)[17][5]
- Złoty Krzyż Zasługi (dwukrotnie: 2 sierpnia 1928[20][21], 10 listopada 1938[22])[5]
- Medal Pamiątkowy za Wojnę 1918–1921
- Medal Dziesięciolecia Odzyskanej Niepodległości
- Odznaka za Rany i Kontuzje
- Odznaka „Za wierną służbę”
- Państwowa Odznaka Sportowa[23]
- Krzyż Komandorski Orderu Korony Rumunii (Rumunia)[17]
- Krzyż Komandorski Orderu Orła Białego (Jugosławia)[17]

W 2016 trzy należące do generała Krzyże Virtuti Militari zostały przekazane przez jego rodzinę do Muzeum Wojska Polskiego w Warszawie. Krzyż Srebrny, przyznany za udział w wojnie 1919–1921, generał miał na sobie w chwili śmierci. Zakrwawione odznaczenie Niemcy odpięli od munduru i zwrócili żonie. Ślady po krwi zachowały się na baretce do dzisiaj.

## Upamiętnienie
W latach 1981–1984 działało w Nowym Sączu Towarzystwo im. Generała Józefa Kustronia, którego inicjatorem, a później prezesem był Jerzy Giza. Towarzystwo to kultywujące idee Polski niepodległej i chcące wybudować gen. J. Kustroniowi pomnik w Nowym Sączu, zostało rozwiązane przez komunistyczne władze miasta „za godzenie w żywotne interesy państwa”. Majątek Towarzystwa został zagarnięty przez ZBoWiD w Nowym Sączu (w tym pieniądze zgromadzone na pomnik generała). Przez okres swej jawnej działalności, a potem konspiracyjnej Towarzystwo ściśle współpracowało z Komitetem Opieki nad Kopcem Józefa Piłsudskiego w Krakowie, Oddziałem Krakowskim Związku Legionistów Polskich, Warszawską Rodziną Legionistów i Peowiaków, a także „podziemną” Solidarnością. Posiadało odznakę organizacyjną, która nawiązywała symboliką do tradycji legionowej (II Brygada, 4 pułk piechoty Legionów Polskich). Do czołowych działaczy Towarzystwa należeli: Bogdan Sekuła, Leszek Migrała, Janusz Kwiatkowski, Daniel Weimer, Stanisław Cabała i Tadeusz Giza. 16 września 1983 r. Towarzystwo zorganizowało w Nowym Sączu niezależne uroczystości ku czci gen. Kustronia, na które przybyli konsulowie generalni Stanów Zjednoczonych Ameryki Północnej Charles Smith jr i Republiki Francuskiej Andre Bonamy, a także gen. Mieczysław Boruta-Spiechowicz wraz z grupą legionistów. Uroczystościom towarzyszyła wystawa w Domu Kultury im. gen. B. Pierackiego, która po trzech dniach ekspozycji została zamknięta przez władze polityczno-administracyjne miasta. Po rozwiązaniu Towarzystwa przez władze komunistyczne, prowadziło ono działalność konspiracyjną (1984–1989). Ufundowało tablicę ku czci gen. Józefa Kustronia oraz tablicę w hołdzie wszystkim dowódcom 1 pułku strzelców podhalańskich, którą odsłonięto w listopadzie 1988 r. w kościele pw. św. Kazimierza w Nowym Sączu w 70 rocznicę odzyskania przez Polskę niepodległości. W „Almanachu Sądeckim” można przeczytać artykuł na temat Towarzystwa zatytułowany „Kustroniowcy” (nr 4/1995).
Generał Józef Kustroń został patronem:
- Szkoły podstawowej nr 28 w Bielsku-Białej (dzielnica Hałcnów)
- Zespołu Szkół Elektryczno-Mechanicznych w Nowym Sączu,
- Zespołu Szkół w Lubaczowie,
- Szkoły Podstawowej w Starych Oleszycach (powiat lubaczowski),
- Jednostki Strzeleckiej 2033 w Lubaczowie, Związku Strzeleckiego „Strzelec” Józefa Piłsudskiego.

W czerwcu 1939 roku imieniem Józefa Kustronia nazwano jedną z ulic w przyłączonym do Polski Czeskim Cieszynie (obecnie ulica Pražská (Praska)).
- Ulica im. gen. J. Kustronia znajduje się w Lesznie[26]
- Ulica im. gen. J. Kustronia znajduje się w Rzeszowie (50.035655904243654, 22.018002177835097)
- W miejscu śmierci generała w Ułazowie został ustanowiony pamiątkowy obelisk.